# Ms. (magazine)
Ms. Magazine, ou simplement Ms., est un magazine féministe et libéral américain fondé conjointement en 1971 par les féministes de la deuxième vague et militantes sociopolitiques Gloria Steinem et Dorothy Pitman Hughes,,,.
Ms. apparaît pour la première fois en 1971 sous la forme d'un supplément dans le New York magazine. Le premier numéro autonome est édité en janvier 1972, grâce au financement de l'éditeur Clay Felker, fondateur du New York Magazine. De juillet 1972 à 1987, il est publié sur une base mensuelle, puis trimestriellement dès la fin des années 1980,.
Son but est de sensibiliser les femmes et l'opinion publique aux questions du genre, de la lutte des classes et de la notion de race tout au long des années 1970,.
Au cours de son apogée dans les années 1970, la revue bénéficie d'une grande popularité mais ne parvient pas à concilier ses préoccupations idéologiques avec des considérations commerciales. Depuis 2001, Ms. est édité par la Feminist Majority Foundation, basée à Los Angeles et à Arlington, en Virginie. Le titre de presse est édité à près de 10 000 exemplaires,.
Katherine Spillar est la rédactrice en chef du magazine depuis 2005.

## Origines
La cofondatrice Gloria Steinem explique la genèse de ce projet par le constat suivant : « J'ai réalisé en tant que journaliste qu'il n'y avait vraiment rien dans la presse pour les femmes, et cela m'a amené avec un certain nombre d'autres femmes à commencer l'écriture de Ms. ».
En ce qui concerne l'origine du nom choisi pour le magazine, elle déclare dans le documentaire Gloria : In Her Own Words de Peter Kunhardt : « Nous allions l'appeler « Sojourner » en hommage à Sojourner Truth, mais le terme traduit de « résident provisoire » était pour beaucoup trop associé à un magazine de voyage. Nous souhaitions ensuite le nommer « Sisters », mais cela faisait trop référence à la religion. Nous avons finalement statué sur « Ms. » , court et symbolique, ce qui est efficace pour un logo »,.
Le titre de Ms. Magazine a été suggéré par une amie de Gloria Steinem qui avait entendu ce terme dans une interview sur la radio new-yorkaise WBAI. L'utilisation moderne de Ms. en tant que titre honorifique a été promue par la militante Sheila Michaels, dont les parents n'étaient pas mariés l'un avec l'autre, et qui n'avait pas été adoptée par son beau-père. Elle a longtemps lutté pour trouver un titre qui reflétait sa situation, celle de ne pas être « détenue» par un père et de ne pas vouloir être « détenue » par un mari. Ses efforts, pour promouvoir son utilisation ont été ignorés dans les mouvements féministes naissants. En 1971, lors d'une entrevue avec le groupe The Feminists, elle parvient à convaincre ses interlocutrices de la nécessité de son utilisation dans la sphère publique.
Suzanne Braun Levine a été la première rédactrice en chef de Ms. Magazine entre 1972 et 1988,.

## Historique

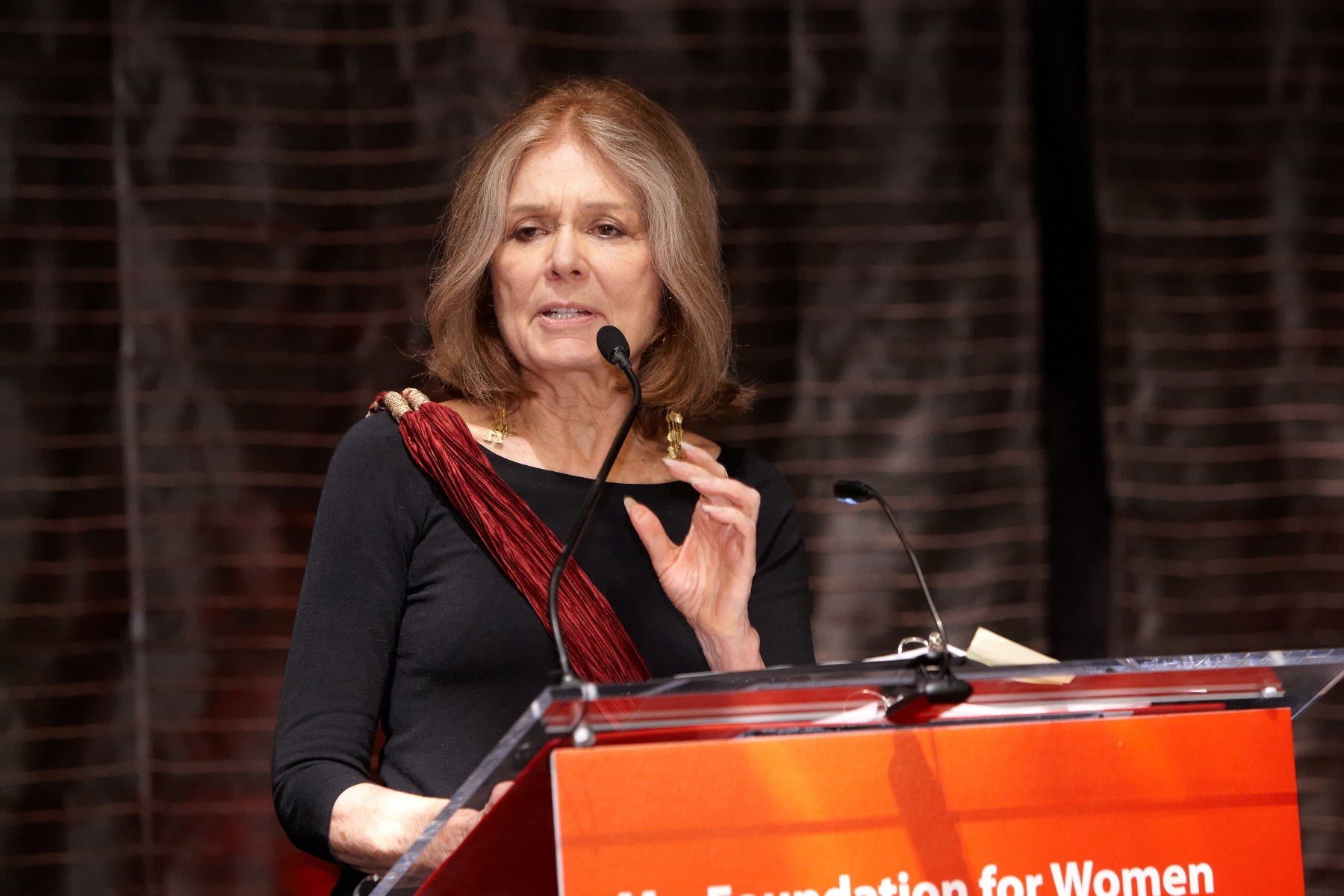
Gloria Steinem participe à la 23e cérémonie annuelle des Gloria Awards émis par la Foundation for Women et nommés ainsi en son honneur, le 19 mai 2011.

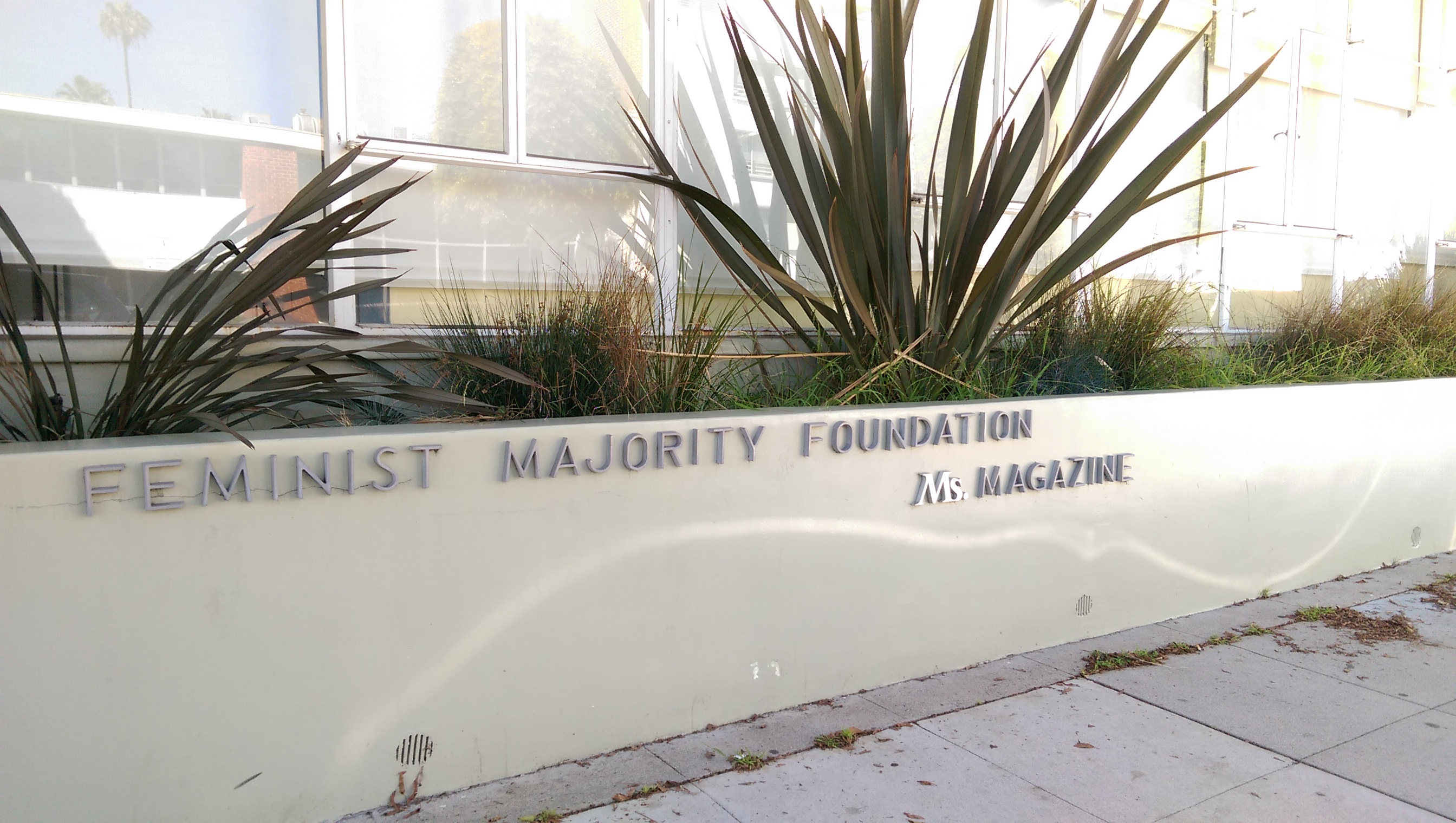
Bureaux de la Feminist Majority Foundation et de la rédaction du Ms. Magazine à Los Angeles.

### Fondation
En 1972, le personnage de Wonder Woman fait la une du tout premier numéro de Ms.. La couverture réalisée par Mike et Laura Allred est un clin d'œil à Warner Communications, propriétaire de DC Comics et investisseur du magazine, mais il s'agit surtout d'un choix militant de Gloria Steinem,. En effet, Ms. reçoit une somme importante de la Warner Communications, leur premier investisseur, en 1972. La Warner Communications, fondée en février 1972, décide d’investir dans le magazine une somme d’un million de dollars. Dirigée en 1972 par Steve Ross, elle a pour filiales la Warner Bros. Pictures et la Warner Music Group. La Warner Communications est issue de la Kinney National Company qui fait face à des problèmes financiers. Certaines éditrices ont également investi dans le magazine, comme Gloria Steinem, Patricia Carbine, Harros et Graham. Le magazine n’a jamais détenu par ses employées, et s’inscrit totalement dans la logique d’une entreprise capitaliste. C’est ce que souligne Amy Erdman Farrell en écrivant qu’ « il est important de rappeler que Ms. n’a jamais été anticapitaliste ».
La même année, le magazine s'impose sur le devant de la scène féministe en publiant l'identité de femmes ayant eu recours à l'avortement alors que la procédure est encore illégale dans la plupart des États. 

### Les journalistes deMs.
Les journalistes fondatrices réunissent Gloria Steinem, Letty Cottin Pogrebin, Mary Thom, Patricia Carbine, Joanne Edgar, Nina Finkelstein et Mary Peacock. Au fil des ans, de nombreuses journalistes contribueront à Ms.
Le comité de rédaction est presque exclusivement féminin et fait souvent appel à des rédactrices occasionnelles, d'autres journalistes ou universitaires, comme c'est le cas pour la journaliste Oriana Falacci par exemple. Cela en fait un magazine polyphonique, néanmoins il y a une certaine unité qui se maintient dans le discours du magazine. 

### Ligne éditoriale
La ligne éditoriale de Ms. est engagée en faveur du mouvement féministe et des droits des femmes. Le magazine souhaite s'adresser à toutes les femmes, comme en témoigne la lettre éditoriale du premier numéro : indépendamment de leur origine sociale, de leur profession, de leur situation géographique, de leur situation maritale, de leur âge, Ms. veut être accessible à toutes et pour toutes. Néanmoins, ses rédactrices sont pour la plupart blanches, issues de classe moyenne ou supérieure, et ont un capital scolaire important. Cela a donc un impact sur le contenu du magazine : plusieurs lectrices questionnent la représentativité du média. Beaucoup de journalistes de Ms. ont étudié dans des universités américaines privées et prestigieuses, comme le Smith College par exemple. Ce décalage entre les parcours des journalistes et des lectrices expose les difficultés que rencontre le magazine à s'adresser à toutes, en raison des réalités différentes dans lesquelles elles évoluent.
Le magazine est néanmoins novateur et marque un tournant dans la presse magazine féminine étatsunienne. Alors que celle-ci est dominée par des magazines féminins traditionnels tels que Good Housekeeping ou Ladies' Home Journal, Ms. propose un contenu très différent, tout en mobilisant les codes esthétiques de cette presse féminine : couvertures "pop" sur papier glacé, couleurs vives, couvertures exposant souvent un visage féminin, rubrique de courrier des lectrices ("Letters to Ms."). Le contenu du magazine aborde des sujets de société, politiques (qu'il s'agisse d'enjeux nationaux ou internationaux) qui concernent les femmes. On y retrouve des témoignages, des voix de femmes issues de différents domaines (artistiques, sportifs, politique notamment), et des articles évoquant des expériences qui étaient jusque-là attribuées à la sphère privée : vie maritale, mariage, contraception, avortement, éducation des enfants, etc.
En 1976, la photo de couverture montre le visage d'une femme battue. Ms. devient le premier magazine national à aborder la question des violences domestiques. Dans les années 1980 et 1990, la crédibilité du titre de presse est mise à mal à la suite de la publication de sujets abordant la panique morale sévissant autour du Day-care sex-abuse hysteria, période pendant laquelle les crèches américaines et personnels des services de soins sont accusés de pratiques déviantes envers les enfants et notamment d'abus sexuels liés à des rituels sataniques.
La pétition « We Had Abortions » (« Nous avons eu recours à l'avortement.») apparaît dans le numéro d'octobre 2006. Le document réunit plus de 5 000 signatures de femmes déclarant avoir eu recours à une interruption volontaire de grossesse et se déclarant "sans honte face à cette décision". Parmi les signataires sont présentes les actrices Amy Brenneman et Kathy Najimy, la comédienne Carol Leifer et Gloria Steinem, elle-même.

## Propriété récente
En 1987, Ms. est racheté par Fairfax, une société de médias australienne, qui installe à la direction, Sandra Yates, afin de superviser le redressement éditorial et financier du magazine. En 1989, préoccupé par l'évolution de sa ligne éditoriale sous l'intervention d'Anne Summers, le mouvement de l'American Feminists rachète le titre de presse et commence à publier de nouveaux numéros sans publicité.

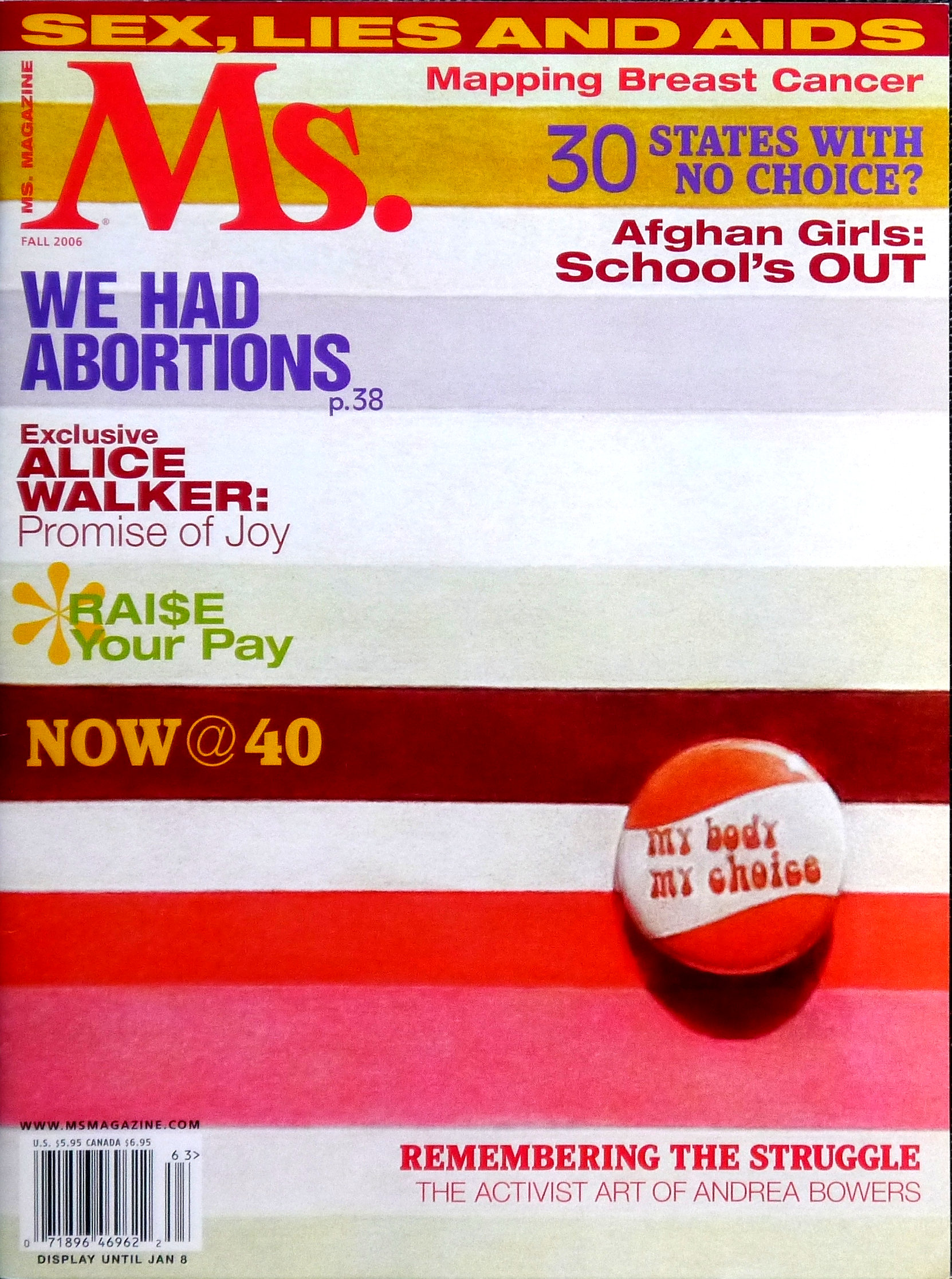
"We Had Avortions", couverture réalisée par Andrea Bowers, Ms. Magazine, automne 2006.

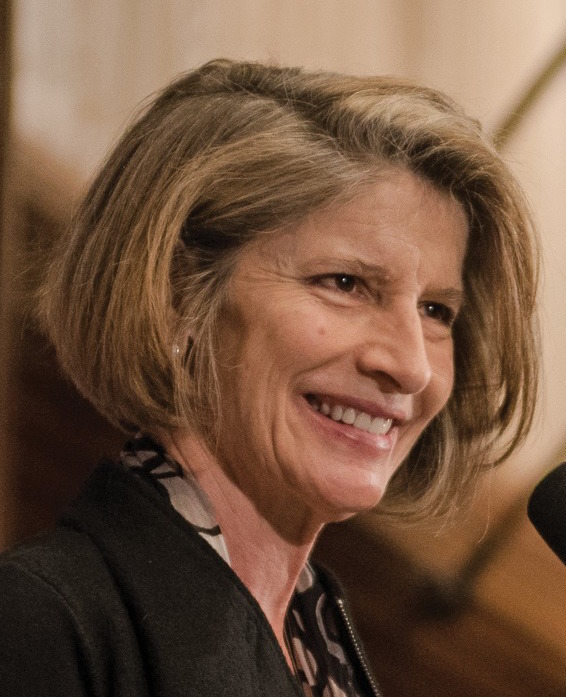
Katherine Spillar, rédactrice en chef du Ms. Magazine.

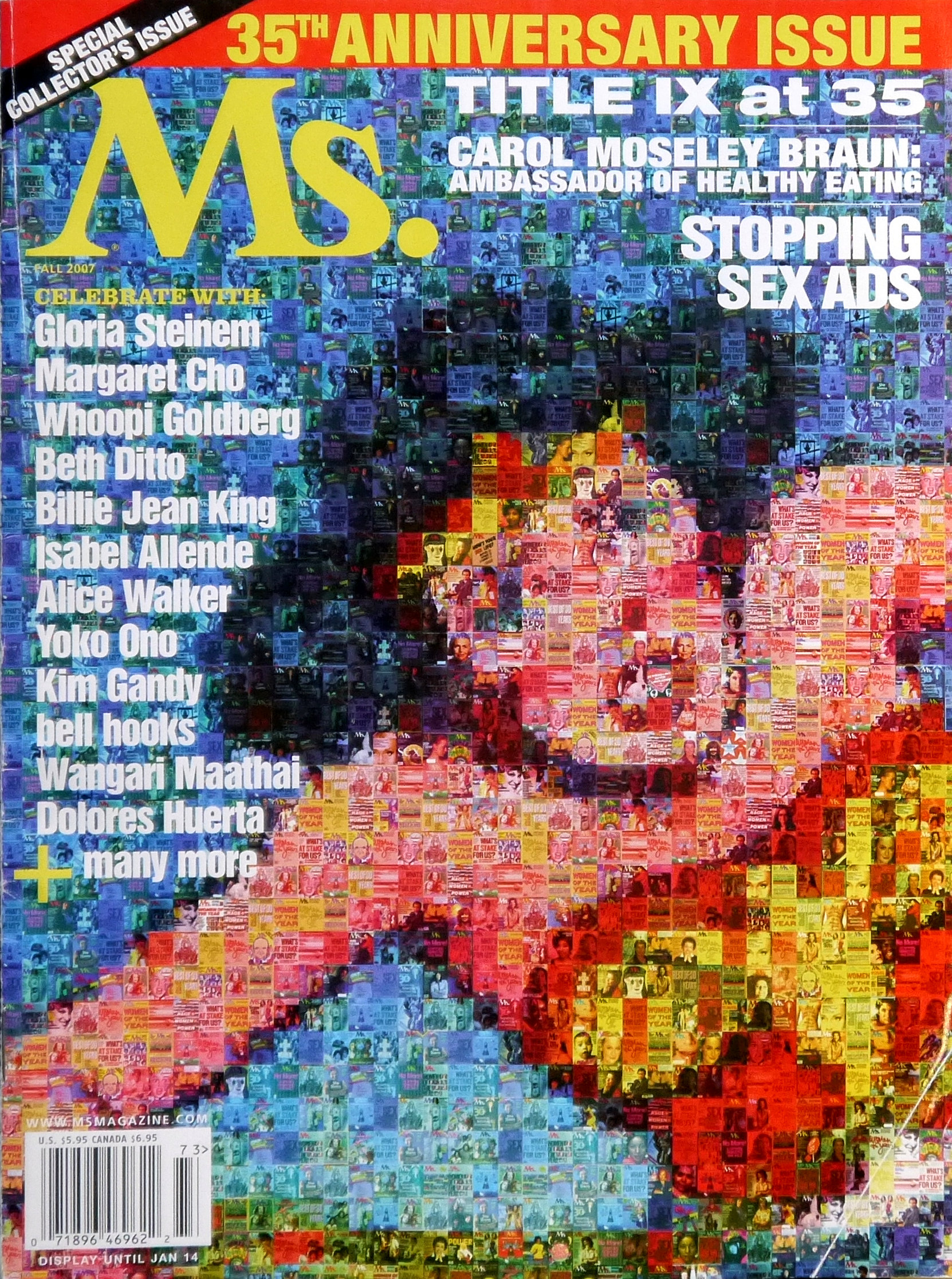
Numéro du 35e anniversaire mettant en vedette le personnage de Wonder Woman, Ms. Magazine, automne 2017.

Robin Morgan et Marcia Ann Gillespie sont nommées rédactrices. Marcia Ann Gillespie devient la première femme afro-américaine à diriger Ms.. Pendant une période, le magazine est édité par MacDonald Communications Corp., qui publie également les magazines Working Woman et Working Mother. Connu depuis sa création pour une analyse féministe unique des événements en cours, son changement en 1991 pour un format sans publicité, a permis en parallèle de mettre en évidence le contrôle des annonceurs sur le contenu des magazines féminins.

## Liberty Media for Women
En 1998, Gloria Steinem et d'autres investisseurs mettent en place le programme Liberty Media et placent le magazine sous sa propriété indépendante. En 2001, face à la situation de faillite rencontrée par Liberty Media, la Feminist Majority Foundation devient propriétaire de la revue. Marcia Anna Gillespie et son personnel sont renvoyés. La rédaction déménage de New York à Los Angeles. Autrefois bimensuel, le magazine est publié tous les trois mois.
Au cours du printemps 2002, commémorant le 30e anniversaire du magazine, Gloria Steinem et la présidente de la majorité féministe, Eleanor Smeal, ont souligné la capacité accrue du magazine à « partager des recherches et des ressources, élargir le journalisme d'investigation et apporter à ses lecteurs l'expérience personnelle qui a toujours été la source du mouvement de santé des femmes »,.
En 2005, sous la direction de la rédactrice en chef Elaine Lafferty, Ms. est nommé pour le prix du magazine national en lien avec l'article Entre une femme et son docteur de Martha Mendoza. Malgré ce succès, Elaine Lafferty quitte le magazine après seulement deux années de direction à la suite de divers désaccords, y compris la direction éditoriale et une couverture dédiée à la série Desperate Housewives. La journaliste évoque également un écart de génération perçu face aux féministes de la troisième génération.
Depuis 2005, Katherine Spillar est la rédactrice en chef du magazine.

## Contributrices
Dans les années 1970, Claude Servan-Schreiber est correspondante du magazine pour l'Europe.
Au fil des ans, le magazine a présenté des articles écrits par et sur de nombreuses femmes et hommes à la pointe des affaires, de la politique, de l'activisme et du journalisme. Les autrices ont inclus Alice Walker, Angela Davis, Barbara Ehrenreich ou Susan Faludi.
La couverture a présenté Hillary Clinton, Angelina Jolie, Wanda Sykes, Sarah Jones, Jane Fonda, Charlize Theron et Queen Noor. Le journalisme d'investigation du magazine a battu plusieurs records historiques sur des sujets tels que les sweatshops à l'étranger, le trafic sexuel, l'écart salarial, le plafond de verre et les violences faites aux femmes.
En 2013, Gloria Steinem est récompensée par le président Barack Obama de la médaille présidentielle de la liberté pour son militantisme en faveur de l'égalité des femmes.
En 2017, Ms. Magazine célèbre son 45e anniversaire de publication. En l'honneur de cet événement, la rédaction fait référence à son tout premier numéro datant de 1972, avec pour couverture une représentation de Wonder Woman. Ce choix est basé sur la notion de « sororité et d'égalité » qui entoure le personnage, ce que Ms. déclare être une « valeur déterminante » pour les croyances féministes toutes époques confondues.

## Controverses
Le 10 janvier 2008, le Congrès juif américain a publié une déclaration officielle critiquant le refus du magazine d'accepter une publicité pleine page honorant trois femmes israéliennes importantes : Dorit Beinisch (présidente de la Cour suprême d'Israël ), Tzipi Livni (ministre des Affaires étrangères d'Israël) et Dalia Itzik (présidente du Knesset). The New York Jewish Week rapporte qu'un certain nombre de féministes juives, y compris la fondatrice de l'Alliance féministe juive orthodoxe, Blu Greenberg, se sont montrées très déçues à la suite de cette décision,.
Katherine Spillar rejette l'existence d'un parti pris anti-israélien sur le site de Ms. Magazine. La rédactrice en chef soutient que la publicité est incompatible avec la politique de la rédaction d'accepter seulement « les publicités provenant principalement d'organisations sans but lucratif et non partisanes ». Elle suggère que cette compagne aurait pu être perçue "comme favorisant certains partis politiques en Israël". Pour le magazine le slogan "Ceci est Israël" impliquerait que toutes les femmes en Israël occupent des positions égales de pouvoir avec les hommes. Katherine Spillar déclare que le magazine a « couvert le mouvement féministe israélien et les femmes leaders en Israël ... onze fois au cours de ses quatre dernières années. ».